# A-91突击步枪
A-91是俄羅斯在1990年代開發的犢牛式突擊步槍，由俄联邦仪器设计局設計生產。

## 設計
A-91是9A-91的犢牛式步槍版本，其氣動系統及轉動式槍機亦與9A-91相同，A-91排彈殼口在步槍前方，發射時彈殼會經過排殼管引導至排殼口，因此可用左手抵肩射擊。
A-91原口徑為7.62×39毫米，初期槍管上方裝有一個內置的40毫米榴彈發射器，後期推出5.56×45毫米和5.45×39毫米版本，而榴彈發射器亦改為槍管下方，發射器扳機改為在步槍扳機前方，目前被俄羅斯執法部門小量採用。

## 参見
- 9A-91
- ADS